# Cormeray
Cormeray ist eine französische Gemeinde mit 1.568 Einwohnern (Stand: 1. Januar 2022) im Département Loir-et-Cher in der Region Centre-Val de Loire; sie gehört zum Arrondissement Blois und zum Kanton Vineuil. 

## Geographie
Cormeray liegt etwa zwölf Kilometer südsüdöstlich von Blois am Westrand der Seenlandschaft Sologne. Umgeben wird Cormeray von den Nachbargemeinden Cellettes im Norden, Cheverny im Osten, Fresnes im Süden, Le Controis-en-Sologne im Südwesten sowie Chitenay im Westen.

## Bevölkerungsentwicklung
| Jahr                       | 1962 | 1968 | 1975 | 1982 | 1990 | 1999 | 2006 | 2014 | 2021 |
| Einwohner                  | 711  | 650  | 524  | 781  | 917  | 1038 | 1291 | 1548 | 1560 |
| Quellen: Cassini und INSEE |      |      |      |      |      |      |      |      |      |

## Sehenswürdigkeiten
- Kirche Notre-Dame
- Schloss La Coque
- Schloss Sainte-Marie
- zwei Wassertürme im Norden der Gemeinde